# Kiss István (altábornagy)
Vitéz nemeskéri Kiss István (Gombospuszta, Nagyida, Heves vármegye, 1894. április 8. – Balatonszepezd, 1967. február 10.) magyar nemesi származású katonatiszt, a II. világháború alatt altábornagy volt.

## Családja és származása

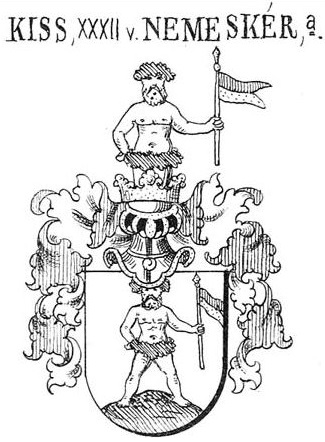
A nemeskéri Kiss család címere

A római katolikus nemesi származású nemeskéri Kiss családnak a sarja. Nemeskéri Kiss Endre (1865–1915), okleveles gazdász, tartalékos honvéd hadnagy, és nagyjeszeni Jeszenszky Kornélia (1870–1958) egyetlen gyermeke volt. Apai nagyszülei nemeskéri Kiss István (1833–1884), gyógyszerész, nemesvidi és marcali gyógyszertár tulajdonos, és Schandl Alojzia (1837-1915) voltak. Anyai nagyszülei nagyjeszeni Jeszenszky Nándor (1830–1916) nagyszentmiklósi evangélikus lelkész és Koós Ida (1836–1914) voltak. Apai nagybátyja nemeskéri Kiss István (1864–1922), nemesvidi gyógyszerész, akinek a neje Douglas Vilma (1872–†?) volt; nagynénjei: nemeskéri Kiss Erzsébet (1867–1888), akinek a férje persai Persay Gyula (1855–1924) novai gyógyszerész, a "Nova és Vidéke Takarékpénztár Részvénytársaság" vezérigazgatója, valamint nemeskéri Kiss Margit (1868–1916), akinek a férje László Gusztáv marcali ügyvéd volt. Anyai nagybátyja dr. nagyjeszeni Jeszenszky Géza (1867–1927) ügyvéd, politikus volt. Kiss István altábornagynak az apja, nemeskéri Kiss Endre, fiatal korában a nagyszentmiklósi földmivesiskola tanára lett, és így Nemesvidről elköltözve megismerte a nagyszentmiklósi evangélikus lelkésznek a lányát, Jeszenszky Kornéliát, akit 1892-ben vett el ugyanott.

## Élete
Középiskolai tanulmányai befejezése után a Ludovika Akadémiába lépett be, ahol 1915-ben végzett. Abban az évben, 1915. május 18-án veszítette el édesapját, aki Galiciában esett el a fronton az első világháború alatt. Kiss István 26 hónapos frontszolgálatot teljesített az első világháborúban, és ezután százados lett, majd a vezérkarhoz került. 
A második világháború alatt, a felvidéki bevonuláskor a miskolci vegyes dandár vezérkari főnökeként szolgált. Vezérkari ezredesként 1939. május 15.-éig vezérkari főnök volt Miskolcon, majd 1942 tavaszán a 2. hadseregnél vezérőrnagy, hadosztályparancsnok lett. Vitéz nemeskéri Kiss István altábornagy majd 1943. augusztus 1.-je és 1944. május 15.-e között a 7. hadtest parancsnoka volt. 1944-ben a székesfehérvári 2. hadtest parancsnokának nevezték ki. 1944. október 15-étől a háború végéig katonai közigazgatási feladatokat látott el. A magas katonatiszti körökben nagy presztízst szerzett magának, azonban a háborút követően visszavonult és nyugdíj nélkül, a legnagyobb szegénységben hunyt el Balatonszepezden mezőgazdasági munkásként.

## Házassága
1929. január 21-én Kővágóörsön feleségül vette bistei Pallaghy Ágotát (Nagykanizsa, 1903. augusztus 14.–Balatonszepezd, 1975), vitéz bistei Pallaghy Dezső (1870–1953) tábornok és lesenczetomaji Virius Karolin (1880–1942) lányát, aki két fiúgyermeket (Gábort és Istvánt) adott neki. Az anyai nagyszülei lesenczetomaji Virius Vince (1847–1918), földbirtokos és Szalmássy Karolina (1857–1948) voltak; Virius Vince, uradalmi jószágkormányzó 1904. július 29-én magyar nemességet és családi címert, valamint a "lesenczetomaji" nemesi előnevet szerezte meg adományban I. Ferenc József magyar királytól.